# Tanzania ai Giochi della XXXII Olimpiade
La Tanzania ha partecipato ai Giochi della XXXII Olimpiade, che si sono svolti a Tokyo, Giappone, dal 23 luglio all'8 agosto 2021 (inizialmente previsti dal 24 luglio al 9 agosto 2020 ma posticipati per la pandemia di COVID-19) con tre atleti, due uomini e una donna, tutti nella maratona.
Si è trattato della quattordicesima partecipazione di questo paese ai Giochi estivi.

## Delegazione
| Sport            | Uomini | Donne | Totale |
| ---------------- | ------ | ----- | ------ |
| Atletica leggera | 2      | 1     | 3      |
| Totale           | 2      | 1     | 3      |

## Risultati

### Atletica leggera
| Q | Qualificato al turno successivo per la posizione in qualificazione                                                           |
| q | Qualificato per il turno successivo per ripescaggio o, negli eventi su campo, conquistando la misura minima per qualificarsi |

Maschile
Eventi su pista e strada
| Atleta         | Evento   | Batteria  | Batteria  | Semifinale | Semifinale | Finale    | Finale    |
| Atleta         | Evento   | Risultato | Posizione | Risultato  | Posizione  | Risultato | Posizione |
| -------------- | -------- | --------- | --------- | ---------- | ---------- | --------- | --------- |
| Gabriel Geay   | Maratona | N.D.      | N.D.      | N.D.       | N.D.       | DNF       | DNF       |
| Alphonce Simbu | Maratona | N.D.      | N.D.      | N.D.       | N.D.       | 2h11'35"  | 7º        |

Femminile
Eventi su pista e strada
| Atleta               | Evento   | Batteria  | Batteria  | Semifinale | Semifinale | Finale    | Finale    |
| Atleta               | Evento   | Risultato | Posizione | Risultato  | Posizione  | Risultato | Posizione |
| -------------------- | -------- | --------- | --------- | ---------- | ---------- | --------- | --------- |
| Failuna Abdi Matanga | Maratona | N.D.      | N.D.      | N.D.       | N.D.       | 2h33'58"  | 24ª       |